# Abantus
Abantus oder Amandus  war ein römischer Flottenführer des 4. Jahrhunderts.
Abantus diente 324 unter Kaiser Licinius im Bürgerkrieg gegen dessen Widersacher Konstantin. Als Licinius nach der verlorenen Schlacht von Adrianopel in Byzantion eingeschlossen war, postierte sich Abantus mit 200 Schiffen im Hellespont, wo er die Vereinigung der Flotte und der Belagerungsarmee Konstantins zu verhindern suchte. Bei Kallipolis kam es zur Seeschlacht mit Konstantins Flotte unter dessen Sohn Crispus. Über den Ablauf der Seeschlacht bei Kallipolis sind sich die Quellen uneins: Die Origo Constantini, ein Text über das Leben Konstantins, berichtet, Crispus habe der Flotte des Abantus eine vernichtende Niederlage beigebracht und dessen Schiffe teilweise zerstört, teilweise in Besitz genommen. Er selbst konnte der Katastrophe nur knapp entkommen. Zosimos dagegen berichtet, dass zunächst ein Kampf stattgefunden habe, in dem Abantus herbe Verluste hinnehmen musste, aber nicht besiegt werden konnte. In der Nacht zogen sich beide Flotten in ihre Häfen zurück. Am nächsten Tag vernichtete dann ein Sturm die Flotte des Abantus.
Der Name des Flottenführers ist nicht mehr mit absoluter Sicherheit zu rekonstruieren. Während Zosimos ihn Abantus nennt, erscheint er beim anonymen Autor der Origo Constantini als Amandus. Eine Weihinschrift aus der Nähe von Salona nennt außerdem einen Abantus, die Zuordnung ist allerdings nicht sicher. David Woods identifiziert Abantus spekulativ mit dem Bagauden-(oder Piraten?)führer Amandus, der sich um 285/86 in Gallien gegen Diokletian und Maximian erhob.